# Mark Mitchell (Komponist)
Mark Mitchell (* 1960) ist ein kanadischer Komponist und Sounddesigner.

## Leben
Mitchell sammelte bereits in seiner Kindheit als Mitglied der Kirche Jesu Christi der Heiligen der Letzten Tage Erfahrungen im Chorgesang und in Chorleitung, Orgelspiel und Komposition. Er studierte Musik an der University of Ottawa und der University of British Columbia und arbeitete als Lehrer und Chorleiter. Von 1993 bis 2006 lebte er als Sounddesigner für Computerspiele in Montreal und Ottawa.
Sein kompositorisches Werk umfasst u. a. Chormusik, Lieder, Klavier-, Orgel- und Orchesterwerke, das Musical The Gift of the Magi, ein Konzert für Keltische Harfe und ein Hymnenbuch. Seine Chorwerke wurden u. a. vom Mormon Tabernacle Choir, den Vancouver Cantata Singers und dem Vancouver Chamber Choir aufgeführt und aufgenommen. Zwischen 2015 und 2019 komponierte er in Magrath/Alberta im Auftrag des Alberta Mormon Trail Committee über die regionale Geschichte eine Reihe von vier Musicals nach Texten von Jonathon Penny.